# Staré Smrkovice
Staré Smrkovice là một làng thuộc huyện Jičín, vùng Královéhradecký, Cộng hòa Séc.